# アンダース・ヤンソン
アンダース・ヤンソン（Anders Jansson、1967年10月9日 - ）は、スウェーデンの俳優。

## 出演作品
- Spamalot